# 慈恩寺 (さいたま市の大字)
慈恩寺（じおんじ）は、埼玉県さいたま市岩槻区の大字。郵便番号は339-0009。文字通り慈恩寺が地名の由来となっている。

## 地理
さいたま市岩槻区北部の大宮台地（慈恩寺支台）に位置する。最寄りの豊春駅や東岩槻駅からは2キロほど離れているが、さいたま市コミュニティバスなどが地区内を走っている。地区の西方および南方に大小五つの飛地があり、最も遠くの飛地は古ケ場の蓮田市大字黒浜との境界に存在する。
県重要遺跡の桜山貝塚がある。
- 河川：元荒川（飛地にて流下）、上院落
- 池沼：慈恩寺沼

### 地価
住宅地の地価は2018年（平成30年）1月1日の公示地価によれば大字慈恩寺字入山802番1の地点で2万5100円/m2となっている。

## 歴史
もとは江戸期より存在した武蔵国埼玉郡岩槻領に属する慈恩寺村であった。
- はじめ岩槻藩領、1682年（天和2年）より慈恩寺領[4]。なお、検地は1628年（寛永5年）に実施。
- 1682年（天和2年） - 慈恩寺村より表慈恩寺村および裏慈恩寺村を分村する[4]。
- 1732年（享保17年） - 元荒川沿いにに当村の枝郷となる藤助新田（とうすけしんでん）と称される新田が開発される[4][7]。検地は同年に実施。藤助とは開発者の名前で、下野田村に居住する[4]。なおこの新田は1874年（明治7年）12月に裏慈恩寺村に編入される。
- 幕末の時点では埼玉郡に属し、明治初年の『旧高旧領取調帳』の記載によると、慈恩寺領であった[8]。
- 1871年（明治4年）11月13日 - 第1次府県統合により埼玉県に所属する[4]。
- 1879年（明治12年）3月17日 - 郡区町村編制法により成立した南埼玉郡に所属する[4]。
- 1889年（明治22年）4月1日 - 町村制施行に伴い、慈恩寺、裏慈恩寺、表慈恩寺、古ヶ場、徳力、鹿室、上野、南辻、小溝、相野原の10箇村が合併し、慈恩寺村が成立し、慈恩寺村の大字慈恩寺となる[4]。
- 1892年（明治25年） - 慈恩寺小学校（現さいたま市立慈恩寺小学校）が開設される。
- 1954年（昭和29年）
  - 5月3日 - 慈恩寺村が岩槻町、新和村、和土村、川通村、柏崎村、河合村と合併し、岩槻町となり、岩槻町の大字となる[9]。
  - 7月1日 - 岩槻町が市制施行し岩槻市の大字となる[9]。
- 1971年（昭和46年）3月31日 - 土地区画整理事業により大字慈恩寺（字大勧進）、大字表慈恩寺（字反町、諏訪下、諏訪山、左藤次）、大字裏慈恩寺（字西里）、大字上野（字弐番、参番、四番）、大字南平野（字上六反、深町、鎧宮、下六反）、春日部市大字花積（字反町耕地、左藤次）、大字道口蛭田（字丸山耕地）の各一部から東岩槻一丁目〜六丁目[5]、諏訪一丁目〜五丁目[5]が成立。
- 2005年（平成17年）4月1日 - 岩槻市がさいたま市と合併しさいたま市岩槻区の大字となる。

## 世帯数と人口
2017年（平成29年）10月1日現在の世帯数と人口は以下の通りである。
| 大字   | 世帯数  | 人口    |
| ------ | ------- | ------- |
| 慈恩寺 | 507世帯 | 1,227人 |

## 小・中学校の学区
市立小・中学校に通う場合、学区（校区）は以下の通りとなる。
| 番地           | 小学校                   | 中学校                   |
| -------------- | ------------------------ | ------------------------ |
| 1226〜1250番地 | さいたま市立慈恩寺小学校 | さいたま市立桜山中学校   |
| その他         | さいたま市立慈恩寺小学校 | さいたま市立慈恩寺中学校 |

## 交通
地区内には鉄道は敷設されていない。最寄駅は東武野田線（東武アーバンパークライン）東岩槻駅であるが、字入山802番1の地点からはおよそ2.5 km離れている。

## 寺社
- 慈恩寺
  - 玄奘三蔵霊骨塔
- 十二天神社
- 慈恩寺八幡宮

## 施設
- 埼玉県立岩槻北陵高等学校
- さいたま市立慈恩寺小学校
- さいたま市立慈恩寺中学校（校舎は裏慈恩寺）
- ろりぽっぷ幼稚園 - 学校法人昌平学園
- 双樹記念病院
- いわつき自動車学校
- 岩槻北部公民館
- 慈恩寺郵便局[5]
- 慈恩寺親水公園
- 慈恩寺第一公園
- 慈恩寺第二公園

## 関連文献
- 「慈恩寺村」『新編武蔵風土記稿』 巻ノ202埼玉郡ノ4、内務省地理局、1884年6月。NDLJP:764007/90。